# 青岩区域
青岩区域（チョンアムくいき）は、朝鮮民主主義人民共和国咸鏡北道清津市に属する区域。同市の北側に所在する。

## 行政区画
21洞・6里を管轄する。
| - 観海洞（クァネドン） - 金バウィ洞（クンバウィドン） - 羅石洞（ラソクトン） - 洛山洞（ラクサンドン） - 洛陽洞（ラギャンドン） - 連津洞（リョンジンドン） - 蘆倉洞（ロチャンドン） - 龍済洞（リョンジェドン） - 梨津洞（リジンドン） - 麻田洞（マジョンドン） - 文化一洞（ムヌァイルトン） - 文化二洞（ムヌァイドン） - 方津洞（パンジンドン） - 三海洞（サメドン） | - 駅前洞（ヨクチョンドン） - 仁谷一洞（インゴギルトン） - 仁谷二洞（インゴギドン） - 静山洞（ジョンサンドン） - 青岩一洞（チョンアミルトン） - 青岩二洞（チョンアミドン） - 解放洞（ヘバンドン） - 橋院里（キョウォンニ） - 連川里（リョンチョンニ） - 富居里（プゴリ） - 沙口里（サグリ） - 西里（ソリ） - 稷下里（チカリ） |

## 歴史
青岩区域は1960年に設置された。

### 年表
この節の出典
- 1960年10月 - 咸鏡北道清津市倉坪洞・斑竹洞・仁谷洞・洛陽洞・静山洞・解放洞、富寧郡稷下里・土幕里をもって、清津市青岩区域を設置。(6洞2里)
  - 倉坪洞が青岩洞に改称。
- 1963年11月 - 清津市の昇格に伴い、清津直轄市青岩区域となる。(9洞2里)
  - 解放洞の一部が分立し、駅前洞が発足。
  - 仁谷洞が分割され、仁谷一洞・仁谷二洞が発足。
  - 斑竹洞が分割され、斑竹一洞・斑竹二洞が発足。
- 1967年 (11洞1里)
  - 斑竹一洞・青岩洞の各一部が合併し、青岩一洞が発足。
  - 青岩洞の残部・斑竹一洞の一部が合併し、青岩二洞が発足。
  - 土幕里が金バウィ洞に昇格。
- 1970年7月 - 清津直轄市の降格に伴い、咸鏡北道清津市青岩区域となる。(11洞1里)
- 1972年7月 (11洞8里)
  - 富寧郡橋院里・連川里・連津里・沙口里・麻田里・龍済里・富居里を編入。
  - 青岩一洞・青岩二洞・稷下里の各一部が合併し、清津市浦港区域産業洞となる。
- 1977年11月 - 清津市の昇格に伴い、清津直轄市青岩区域となる。(11洞8里)
- 1985年7月 - 清津直轄市の降格に伴い、咸鏡北道清津市青岩区域となる。(11洞8里)
- 1991年 (11洞8里)
  - 斑竹一洞が文化一洞に改称。
  - 斑竹二洞が文化二洞に改称。
- 1992年 (14洞5里)
  - 連津里が連津洞に昇格。
  - 麻田里が麻田洞に昇格。
  - 龍済里が龍済洞に昇格。
- 1993年9月 - 羅津市観海洞・方津洞・洛山洞・梨津洞・三海洞・蘆倉洞・羅石洞・武倉里・西里を編入。(21洞7里)
- 1995年3月 - 武倉里が羅津-先鋒市羅津区域に編入。(21洞6里)

## 交通
- 平羅線
  - 青岩駅 - 金バウィ駅 - 勝院駅 - 連津駅 - 沙口駅 - 富居駅 - 三海駅 - 観海駅 - 洛山駅 - 方津駅